# Color Magic (cruise-ferry)
Le MS Color Magic est un cruiseferry exploité par la compagnie maritime norvégienne Color Line pour la ligne reliant Oslo, en Norvège, à Kiel, en Allemagne. Construit par Aker Finnyards à Rauma, en Finlande, en 2007, le MS Color Magic est le plus grand cruiseferry du monde depuis 2007, en remplacement du MS Color Fantasy. 
Le MS Color Magic est un navire jumeau du MS Color Fantasy, livré à la Color Line en 2004. Le navire a plus de 1 000 cabines et 54 suites. Le Color Magic dispose de 89 cabines supplémentaires par rapport au MS Color Fantasy, ainsi que des salles de conférence plus grandes. Par conséquent, le MS Color Magic est légèrement plus élevé en tonnage brut. 